# Vlag van Muiden

Vlag van Muiden
(Gemeentevlag van 1963 tot 2016)
(Dorpsvlag sinds 2017)

Oude vlag van de gemeente Muiden (voor 1963)

De vlag van Muiden voor 1595

De  vlag van Muiden  is de vlag van de voormalige Noord-Hollandse gemeente Muiden. Op 21 november 1963 heeft de gemeenteraad besloten om een nieuwe vlag aan te nemen als gemeentevlag. De vlag heeft dezelfde vorm als het wapen van de gemeente: drie even hoge banen van blauw en wit. Met enige verschil dat er aan de kant van de vlaggenmast een gele driehoek, de zogenaamde broekingsdriehoek, is aangebracht. Deze driehoek stelt Muiderberg als "berg" voor, die als een wig in het Vecht-gebied (voorgesteld door de witte lijn in het blauw) dringt. In de Franse tijd is Muiderberg aan Muiden toegevoegd en sindsdien is dat niet meer veranderd. Men kan in de vlag ook de letter M van Muiden of van Muiderberg zien.

## Voorgaande vlag
De oude vlag van Muiden was gelijk aan de vlag van Weesp te weten drie horizontale banen blauw, wit, blauw. Muiden heeft sinds 1595 in de witte baan in het zwart de letters MD terwijl Weesp de letters  WS heeft. De reden hiervoor is dat voordien Muiden en Weesp dezelfde vlag hadden, maar 90 graden gedraaid. Door de vlag te draaien konden schepen tol omzeilen, omdat die niet voor schepen uit de eigen stad gold.
Sinds 1 januari 2016 is Muiden opgegaan in de nieuwe gemeente Gooise Meren waardoor het gebruik van de vlag als gemeentevlag stopte. Per 1 januari 2017 is de voormalige gemeentevlag als dorpsvlag voor de kern Muiden vastgesteld.

## Verwante symbolen

Het wapen van Muiden
De vlag van Weesp

Akersloot
· Andijk
· Anna Paulowna 
· Assendelft 
· Beemster 
· Bennebroek 
· Blokker 
· Broek in Waterland 
· Bussum 
· Callantsoog 
· Edam 
· Egmond 
· Egmond aan Zee 
· Egmond-Binnen 
· Graft-De Rijp 
· 's-Graveland 
· Haarlemmerliede en Spaarnwoude 
· Harenkarspel 
· Heerhugowaard 
· Hensbroek 
· Hoogwoud 
· Ilpendam 
· Jisp 
· Krommenie 
· Langedijk 
· Limmen 
· Marken 
· Midwoud 
· Monnickendam 
· Muiden 
· Naarden 
· Nederhorst den Berg 
· Nibbixwoud 
· Niedorp 
· Noorder-Koggenland 
· Obdam 
· Opperdoes 
· Schermer 
· Schermerhorn 
· Schoorl 
· Sint Maarten 
· Terschelling 
· Terschelling en Vlieland 
· Twisk 
· Venhuizen 
· Vlieland 
· Warmenhuizen
· Weesp
· Wervershoof 
· Wester-Koggenland 
· Westwoud 
· Westzaan 
· Wieringen 
· Wieringermeer 
· Wijdewormer 
· Wognum 
· Wormer 
· Wormerveer 
· Zaandam 
· Zaandijk 
· Zeevang 
· Zijpe
Abbekerk
· Assendelft
· Bergen
· Bovenkarspel
· Buitenveldert
· Bussum
· De Rijp
· Driemond
· Groet
· Grootschermer
· Graft
· Hauwert
· Huisduinen
· Julianadorp
· Koog aan de Zaan
· Krommenie
· Krommeniedijk
· Lambertschaag
· Marken
· Middelie
· Muiden
· Muiderberg
· Naarden
· Nauerna
· Nibbixwoud
· Nieuw-Vennep
· Omval
· Opperdoes
· Rijsenhout
· Sijbekarspel
· Sint Pancras
· Sloten
· Spaarndam
· Vogelenzang
· Weesp
· Wijk aan Zee
· Wormerveer
· Zaandijk
· Zwaagdijk-West